# Le Chant de la métropole
Pour plus de détails, voir Fiche technique et Distribution.
Le Chant de la métropole (titre original : Großstadtmelodie) est un film allemand réalisé par Wolfgang Liebeneiner, sorti en 1943.

## Synopsis
Renate Heiberg vit à Wasserburg am Inn et rêve de devenir photographe. Un jour, un pilote italien fait un atterrissage d'urgence. Renate saisit la chance, elle fait des photos. Le correspondant Rolf Bergmann la met en contact avec un journal de Berlin qui lui achète ses photos. Elles paraissent en une, Renate gagne 600 reichsmarks. Encouragée, la jeune femme s'en va vivre à Berlin et essaie d'obtenir un emploi avec plusieurs journaux. Mais elle essuie des refus. Seul le Berolina-Press l'engage. Seulement la première commande de Renate est un échec ; à cause d'un malentendu, les photos d'une course cycliste arrivent trop tard à la rédaction et ne correspondent plus aux exigences de la rédaction. Renate est renvoyé, puis elle rencontre son collègue Klaus Nolte, qui a déjà une réputation. Il soutient Renate et lui trouve un appartement.
Renate cherche du travail. Elle trouve beaucoup de petits boulots, comme photographier les visiteurs du Tiergarten. Klaus lui apporte son aide et ses conseils et lui fournit des pellicules pour son appareil photo. Alors qu'elle ne l'espérait pas, Berolina-Press la rappelle : les photos de la course sont parues. Renate Heiberg est de nouveau employée. À un défile de mode, elle retrouve Rolf Bergmann. Ils font davantage connaissance. Cependant, Rolf a des doutes pour avoir une relation sérieuse, car son métier lui fait faire de nombreux déplacements. Ainsi Rolf Bergmann souhaite effectuer une mission à l'étranger tandis que Renate a un projet ambitieux de livre de photographies de Berlin. Ils en parlent, se disputent et se séparent. Un peu plus tard Klaus se marie avec sa fiancée, Viola, une danseuse de revue. Renate et Rolf, témoin du mariage à la demande de Klaus, se réconcilient durant la cérémonie et décident de se marier à leur tour.

## Fiche technique
- Titre : Le Chante de la métropole
- Titre original : Großstadtmelodie
- Réalisation : Wolfgang Liebeneiner assisté de Hilde Vissering
- Scénario : Wolfgang Liebeneiner
- Musique : Werner Bochmann (de), Michael Jary, Rudolf Perak
- Direction artistique : Hermann Asmus (de), Karl Weber
- Costumes : Irmgard Becker-Schulte (de)
- Directeur de la photographie : Walter Pindter (de) (studio), Richard Angst (extérieur)
- Son : Gustav Bellers, Walter Rühland
- Montage : Marte Rau
- Production : Heinrich Jonen (de)
- Société de production : Berlin-Film (de)
- Société de distribution : Deutsche Filmvertriebs
- Pays d'origine :  Reich allemand
- Genre: Romantique
- Longueur : 107 minutes
- Format : Noir et blanc - 1,37:1 - Mono - 35 mm
- Dates de sortie :
  -  Reich allemand : 4 octobre 1943
  -  Finlande : 6 février 1944
  -  Danemark : 24 avril 1944

## Distribution
- Hilde Krahl : Renate Heiberg
- Werner Hinz : Rolf Bergmann
- Karl John : Klaus Nolte
- Hilde Weissner : Mme Hesse, la propriétaire du salon de mode
- Will Dohm (de) : Pauske, le rédacteur en chef du Berolina-Press
- Marlise Ludwig (de) : son épouse
- Viola Zarell : Viola
- Otto Graf : Werner, rédacteur du Berolina-Press
- Paul Henckels : Heinze, le directeur de la maison d'édition
- Marlies Bieneck : Lotti Brandt, la secrétaire de Pauske
- Inge Weigand : Mlle Gerti
- Clemens Hasse (de) : Tielke, le laborantin photo
- Peter Mosbacher : Kajetan Orff
- Vera Comployer : Mme Moosbrugger
- Elfie Beyer (de) : Vroni Huber
- Josef Eichheim (de) : Alois Huber
- Ditta Oesch : Anni
- Irmgard Hoffmann : Mme Tupfer
- Günter Sabek : Florian, son fils
- Beppo Brem (de) : L'employé de la banque postale
- Horst Lommer (de) : Klaus
- Ilse Fürstenberg : Une Berlinoise
- Franz Dombrowski : L'agent de la circulation
- Franz Weber (de) : Le directeur de l'agence photo
- Walter Gross : Un Berlinois à l'arrêt de tramway
- Melanie Horeschovsky (de) : Mme Krauthofer
- Wera Schultz : La femme de ménage
- Eduard Wenck (de) : Le maître de poste
- Maria Zidek : La secrétaire de Bergmann
- Otto Stoeckel : Dr. Springer
- Ernst Dernburg : M. Stirner
- Käthe Bierkowski : son épouse
- Werner Schott : M. Petersen
- Greta Schröder : son épouse
- Ernst Stimmel (de) : M. Albrecht
- Friedel Heizmann : L'éditrice
- Käte Merk (de) : La femme au stand de saucisses
- Gerhard Dammann (de) : Le chauffeur de camion
- Ursula Klinder : Mlle Kindler
- Karl Morvilius : Le sergent de police
- Charlotte Witthauer (de) : La standardiste
- Peter Elsholtz : Buckel
- Werner Stock (de) : Heinzelmann
- Karl Rathgeb : Kiebitz
- Gerda Maria Terno (de) : La mère à l'enfant
- Heinrich Schroth : Le grand-père avec ses petits-enfants
- Eva Bluth : La mère avec Karin
- Willi Rose (de) : Le policier du Tiergarten
- Curt Ackermann (de) : Le directeur de la revue
- Erwin Biegel (de) : L'intendant de la revie
- Angelo Ferrari : Le journaliste étranger lors de la revue
- Wilhelm Grosse : Le fonctionnaire
- Gustav Püttjer : Le ferronnier
- Paul Rehkopf : Le mercier
- Johannes Heesters : La vedette de la revue

## Histoire
Le tournage de ce film complexe s'étend sur plus de huit mois. Il commence le 2 août 1942 par les plans extérieurs à Wasserburg am Inn et à Berlin et ses environs. Les tournages en studio se font d'octobre 1942 à mi-avril 1943.
Avec des coûts de production d'un montant de 2 645 000 RM, Le Chant de la métropole est un film relativement coûteux. Exploité jusqu'en mai 1944, il en rapporte 3 156 000. En juin 1945, le film est interdit par les autorités militaires alliées en Allemagne.
D'après Curt Riess, dans son livre Das gibt‘s nur einmal, Karl John, l'un des acteurs principaux, faillit être fusillé. Le ministre de la Propagande Joseph Goebbels interrogea le réalisateur Liebeneiner à propos de John. Selon le principal rapporteur à l'UFA, Karl John aurait fait une blague salace sur Hitler lors d'un thé avec une femme suisse. Bien que soumis au secret, Liebeneiner informe Karl John et met en scène un grave accident avec l'aide d'un ami médecin. Le même médecin l'envoie quelques semaines dans un sanatorium, afin d'empêcher une arrestation par la Gestapo. Un autre acteur, Robert Dorsay (de), fut exécuté le 29 octobre 1943 pour des propos irrespectueux envers le régime.